# Nobuyuki Zaizen
Nobuyuki Zaizen (財前 宣之, Zaizen Nobuyuki) est un footballeur japonais né le 19 octobre 1976.